# Рудый, Войцех
Войцех Владыслав Рудый (пол. Wojciech Władysław Rudy, 24 октября 1952, Катовице) — польский футболист, игравший на позиции защитника.
Прежде всего известен выступлениями за «Заглембе» (Сосновец), в котором провёл почти всю игровую карьеру, а также национальную сборную Польши, в составе которой становился серебряным призёром Олимпийских игр 1976 года.

## Клубная карьера
Во взрослом футболе дебютировал в 1970 году выступлениями за «Заглембе» (Сосновец), в котором провёл тринадцать сезонов, приняв участие в 272 матчах чемпионата. Большинство времени, проведённого в составе, был основным игроком защиты команды, дважды за это время выиграв Кубок Польши в 1977 и 1978 годах, а в 1979 году Войцех был признан лучшим игроком года в Польше по версии издания «Piłka Nożna».
В течение 1983—1984 годы защищал цвета финского клуба КуПС, после чего вернулся к «Заглембе», однако за сезон сыграл лишь три матча в чемпионате и 1985 года завершил игровую карьеру.

## Карьера в сборной
В 1974 году дебютировал в официальных матчах в составе национальной сборной Польши в товарищеской игре против сборной Канады.
В составе сборной был участником Олимпиады в Монреале в 1976 году, где вместе со сборной стал серебряным призёром турнира, и чемпионата мира 1978 года в Аргентине.
Единственный гол за сборную забил 17 октября 1979 года в Амстердаме, в матче со сборной Голландии.
В течение карьеры в национальной команде, которая длилась восемь лет, провёл в форме главной команды страны 39 матчей, забив 1 гол.

## После завершения карьеры
После завершения карьеры в течение 10 лет работал футбольным арбитром.
С учебного года 2000/01 был директором начальной школы № 23 в городе Сосновец, а также занимал должность спортивного директора клуба «Заглембе» (Сосновец).
24 апреля 2007 года был задержан прокуратурой Вроцлава по делу о коррупции в польском футболе. 26 апреля 2007 года освобождён из тюрьмы после сотрудничества с прокурором под залог в размере 20 000 злотых. На следующий день он вернулся на должность директора школы, из которой, однако, был уволен через несколько недель.

## Достижения
- Серебряный призёр чемпионата Польши: 1972
- Обладатель Кубка Польши (2): 1977, 1978
- Финалист Кубка Польши: 1971
- Финалист Кубок Лиги Польши: 1978 (неофициально)
- Игрок года в Польше по версии издания «Piłka Nożna»: 1979